# Hrubá Skála
Hrubá Skála é uma comuna checa localizada na região de Liberec, distrito de Semily.